# Spitsmijden
Spitsmijden is een Nederlands initiatief dat in 2005 geïnitieerd werd door het bedrijfsleven, diverse universiteiten en de overheid. Het was een van de eerste projecten van de stichting "Transumo", een kenniscentrum voor mobiliteit en transport. Het hoofddoel van spitsmijden is te onderzoeken of automobilisten te verleiden zijn de spits te mijden. Belangrijk uitgangspunt is dat dit wordt onderzocht door gewenst gedrag te belonen in plaats van ongewenst gedrag te bestraffen.
Spitsmijden levert dus niet alleen mogelijk een instrument op waarmee de mobiliteit beïnvloed kan worden. Het geeft ook inzicht in het effect van positieve prikkels op het reisgedrag. Ditmaal gebaseerd op praktijkervaring en niet langer meer alleen op basis van enquêtes en modellen.
Dat het concept spitsmijden kansrijk is, werd in 2006 - 2007 al bewezen tijdens de proef Zoetermeer - Den Haag. Toen bleek dat de deelnemers duidelijk reageerden op positieve prikkels: zij halveerden in de proefperiode hun aantal ritten in de ochtendspits. In de wetenschap dat 5% minder weggebruikers in de (ochtend)spits al een aanzienlijke vermindering van files oplevert, biedt spitsmijden interessante perspectieven.
Het succes van deze eerste proef spitsmijden betekende het startschot voor vervolgonderzoeken. Zo heeft spitsmijden inmiddels een belangrijke positie binnen de diverse instrumenten die Nederland ontwikkelt om het mobiliteitsprobleem aan te pakken.
Minister Eurlings van Verkeer en Waterstaat startte 10 september 2008 de tweede proef spitsmijden tussen Gouda en Den Haag. 800 automobilisten doen met deze proef van 1 jaar mee.
Sinds oktober 2009 loopt in de regio Rotterdam het project SpitsScoren. SpitsScoren is een spitsmijdenproject waarmee deelnemers per keer dat ze niet in de ochtendspits rijden 5 euro verdienen. Automobilisten die regelmatig op de A15 tussen Vaanplein en Rozenburg rijden tijdens de ochtendspits kunnen meedoen. Deelnemers ontvangen een smartphone, waarop ze elke werkdag aangeven of, en hoe, ze de ochtendspits gaan mijden. Het project is zeer succesvol, de resultaatsverplichting van een reductie van 530 auto's per ochtendspits wordt ruimschoots gehaald.